# Kabarivți, Zboriv
Kabarivți (în ucraineană Кабарівці) este localitatea de reședință a comunei Kabarivți din raionul Zboriv, regiunea Ternopil, Ucraina.

## Demografie
Componența lingvistică a localității Kabarivți
     Ucraineană (99,57%)
     Alte limbi (0,43%)
Conform recensământului din 2001, majoritatea populației localității Kabarivți era vorbitoare de ucraineană (99,57%), existând în minoritate și vorbitori de alte limbi.